# Saint-Pierre-des-Bois
Saint-Pierre-des-Bois là một xã trong tỉnh Sarthe ở tây bắc nước Pháp. Xã này nằm ở khu vực có độ cao từ 47-102 mét trên mực nước biển.